# Peter Bogdanovich
Peter Bogdanovich (født 30. juli 1939, død 6. januar 2022) var en amerikansk filminstruktør, der lavede en række store film fra 1960’erne og frem.
Bogdanovich var søn af immigranter, der flygtede fra Nazi-Europa, og han indledte sin karriere  som skuespiller og filmskribent. Han begyndte at instruere film under indflydelse af den franske nye bølge. Roger Corman gav Bogdanovich hans første job. Især hans film fra 1970'erne, som Sidste forestilling (1971), Du er toppen, professor! (1972) og Paper Moon (1973), er populære. Han fortsatte med at skrive om film samt spille med i film gennem hele sit liv.
I 2004 instruerede han en episode af Sopranos.

## Filmografi
Udvalgte film:
- Snigskytten (1968)
- Sidste forestilling (1971)
- Du er toppen, professor! (1972)
- Paper Moon (1973)
- Masken (1985)
- Texasville (1990)
- Infamous (2006)